# Doubí u Žíšova
Doubí u Žíšova je přírodní památka v okrese Tábor. Chráněné území je v péči Krajského úřadu Jihočeského kraje. 

## Předmět ochrany
Důvodem ochrany je přirozený lužní porost, převážně dubový. 